# Organické sloučeniny neptunia
Organické sloučeniny neptunia jsou organokovové sloučeniny obsahující vazby mezi atomy uhlíku a neptunia. Je známo několik takových sloučenin, přestože se neptunium vyrábí uměle a je silně radioaktivní: tricyklopentadienylneptuniumchlorid,  tetrakis(cyklopentadienyl)neptunium a neptunocen Np(C8H8)2.